# Чемпіонат Європи з художньої гімнастики 2019
Чемпіонат Європи з художньої гімнастики 2019 року — 35-й чемпіонат Європи з художньої гімнастики, який відбувся 16–19 травня 2019 року на Національній гімнастичній арені в Баку (Азербайджан).

## Країни-учасниці
| - Андорра - Австрія - Азербайджан - Білорусь - Болгарія - Хорватія - Кіпр - Чехія - Іспанія - Естонія - Фінляндія - Франція | - Грузія - Німеччина - Греція - Угорщина - Ізраїль - Італія - Латвія - Литва - Люксембург - Молдова - Північна Македонія - Чорногорія | - Норвегія - Польща - Португалія - Румунія - Росія - Словенія - Сербія - Швейцарія - Словаччина - Туреччина - Україна |

## Медалісти
| Дисципліна             | Золото | Срібло | Бронза |
| ---------------------- | --- | --- | --- |
| Командне змагання      | | | |
| Командні змагання      | Росія Діна Аверіна Аріна Аверіна Олександра Солдатова юніори Аміна Халдарова Анна Батасова Єлизавета Котенєва Олександра Семібратова Дана Семіренко Аліса Тищенко | Білорусь Катерина Галкіна Аліна Гарнаско Анастасія Салос юніори Поліна Александрова Євгенія Кель Поліна Ковальова Вікторія Подкидиш Поліна Сланчевська Маргарита Яцевська | Болгарія Невяна Владинова Катрин Тасева Боряна Калейн юніори Маргарита Василева Жаніна Георгиєва Карина Димитрова Моніка Заркова Олександра Кьосева Яна Момчилова |
| Індивідуальні змагання | | | |
| Обруч                  | Діна Аверіна Росія | Катерина Галкіна Білорусь | Ніколь Зелікман Ізраїль |
| М'яч                   | Аріна Аверіна Росія | Олександра Солдатова Росія | Боряна Калейн Болгарія |
| Булави                 | Аріна Аверіна Росія | Діна Аверіна Росія | Влада Нікольченко Україна |
| Стрічки                | Діна Аверіна Росія | Олександра Солдатова Росія | Боряна Калейн Болгарія |
| Юніори                 | | | |
| Багатоборство          | Росія Аміна Халдарова Анна Батасова Єлизавета Котенєва Олександра Семибратова Дана Семиренко Аліса Тищенко                                                        | Білорусь Поліна Александрова Євгенія Кель Поліна Ковальова Вікториія Подкидиш Поліна Сланчевська Маргарита Яцевська                                                       | Італія Сімона Віллелла Сірія Келла Вітторія Куояні Александра Наклеріо Серена Оттавіані Джулія Сегаторі                                                           |
| 5 Hoops                | Росія Аміна Халдарова Анна Батасова Єлизавета Котенєва Олександра Семибратова Дана Семиренко Аліса Тищенко                                                        | Україна Вікторія Денисенко Ніколь Красюк Аліна Мельник Олександра Панчук Софія Цибуля Дарія Щербакова                                                                     | Білорусь Поліна Александрова Євгенія Кель Поліна Ковальова Вікториія Подкидиш Поліна Сланчевська Маргарита Яцевська                                               |
| 5 Ribbons              | Росія Аміна Халдарова Анна Батасова Єлизавета Котенєва Олександра Семибратова Дана Семиренко Аліса Тищенко                                                        | Ізраїль Єва Андраус Емілі Малка Мішель Міхайлц Ромі Паріцкі Діана Свертсов Аміт Гедват                                                                                    | Білорусь Поліна Александрова Євгенія Кель Поліна Ковальова Вікториія Подкидиш Поліна Сланчевська Маргарита Яцевська                                               |

## Результати

### Командне змагання
| Місце | Країна      |        |        |        |        | 5      | 5      | Total   |
| ----- | ----------- | ------ | ------ | ------ | ------ | ------ | ------ | ------- |
| 1     | Росія       | 41.025 | 43.575 | 46.175 | 40.525 | 21.225 | 23.700 | 216.225 |
| 2     | Білорусь    | 42.650 | 41.600 | 41.650 | 38.050 | 18.950 | 23.100 | 206.000 |
| 3     | Болгарія    | 42.050 | 43.700 | 41.775 | 38.700 | 15.700 | 20.150 | 202.075 |
| 4     | Італія      | 37.600 | 38.650 | 40.000 | 35.150 | 18.300 | 23.050 | 192.750 |
| 5     | Україна     | 38.650 | 36.500 | 40.650 | 34.900 | 18.450 | 21.800 | 190.950 |
| 6     | Азербайджан | 38.300 | 37.450 | 39.600 | 31.375 | 17.300 | 21.650 | 185.675 |
| 7     | Іспанія     | 36.075 | 35.900 | 38.000 | 34.625 | 17.300 | 21.400 | 183.300 |
| 8     | Румунія     | 37.350 | 38.000 | 37.800 | 32.300 | 10.800 | 17.700 | 173.950 |
| 9     | Фінляндія   | 36.850 | 33.150 | 35.850 | 31.750 | 16.700 | 18.450 | 172.750 |
| 10    | Угорщина    | 34.425 | 35.350 | 35.400 | 30.050 | 15.350 | 18.350 | 168.925 |
| 11    | Грузія      | 33.350 | 36.200 | 37.050 | 30.350 | 14.350 | 16.750 | 168.050 |
| 12    | Греція      | 35.325 | 35.400 | 35.600 | 30.250 | 11.100 | 18.275 | 165.950 |
| 13    | Литва       | 28.850 | 33.600 | 31.250 | 30.250 | 17.325 | 20.725 | 162.000 |
| 14    | Естонія     | 29.250 | 31.300 | 35.700 | 28.950 | 15.350 | 21.400 | 161.950 |
| 15    | Чехія       | 31.050 | 32.950 | 34.700 | 24.850 | 14.200 | 16.100 | 153.850 |
| 16    | Польща      | 33.400 | 29.925 | 30.050 | 23.900 | 15.250 | 17.750 | 150.275 |
| 17    | Норвегія    | 26.200 | 28.400 | 31.650 | 27.100 | 13.100 | 17.550 | 144.000 |

### Індивідуальні змагання

#### Обруч
| Ранг | Гімнастка         | Нація       | D Score | E Score | Pen.   | Всього |
| ---- | ----------------- | ----------- | ------- | ------- | ------ | ------ |
| 1    | Діна Аверіна      | Росія       | 14.1    | 9.200   |        | 23.300 |
| 2    | Катерина Галкіна  | Білорусь    | 12.1    | 9,050   |        | 21.150 |
| 3    | Ніколь Зелікман   | Ізраїль     | 12.2    | 8,750   |        | 20.950 |
| 4    | Невяна Владинова  | Болгарія    | 12.2    | 8.500   |        | 20.700 |
| 5    | Анастасія Салос   | Білорусь    | 12.5    | 8.100   |        | 20.600 |
| 6    | Зогра Агамірова   | Азербайджан | 11.6    | 8.275   |        | 19.875 |
| 7    | Боряна Калейн     | Болгарія    | 12.1    | 7.600   |        | 19.700 |
| 8    | Влада Нікольченко | Україна     | 9.6     | 5.600   | -0.600 | 14.600 |

#### М'яч
| Місце | Гімнастка            | Нація    | D Score | E Score | Pen. | Всього |
| ----- | -------------------- | -------- | ------- | ------- | ---- | ------ |
| 1     | Аріна Аверіна        | Росія    | 13.5    | 9.350   |      | 22.850 |
| 2     | Олександра Солдатова | Росія    | 12.9    | 9.150   |      | 22.050 |
| 3     | Боряна Калейн        | Болгарія | 13.1    | 8.700   |      | 21.800 |
| 4     | Катерина Галкіна     | Білорусь | 12.5    | 8.900   |      | 21.400 |
| 5     | Ніколь Зелікман      | Ізраїль  | 12.4    | 8,775   |      | 21.175 |
| 6     | Мілена Балдассаррі   | Італія   | 12,0    | 8.400   |      | 20.400 |
| 7     | Катрін Тасєва        | Болгарія | 12.2    | 7.300   |      | 19.500 |
| 8     | Аліна Гарнасько      | Білорусь | 11.6    | 7.200   |      | 18.800 |

#### Булави
| Ранг | Гімнастка          | Нація       | D Score | E Score | Pen. | Всього |
| ---- | ------------------ | ----------- | ------- | ------- | ---- | ------ |
| 1    | Аріна Аверіна      | Росія       | 13.9    | 9.300   |      | 23.200 |
| 2    | Діна Аверіна       | Росія       | 13.7    | 9.250   |      | 22.950 |
| 3    | Влада Нікольченко  | Україна     | 13.5    | 8,975   |      | 22.475 |
| 4    | Катрін Тасєва      | Болгарія    | 13,0    | 8.150   |      | 21.150 |
| 5    | Анастасія Салос    | Білорусь    | 12.1    | 8.900   |      | 21.000 |
| 6    | Ніколь Зелікман    | Ізраїль     | 12.2    | 8,750   |      | 20.950 |
| 7    | Катерина Ведєнєєва | Словенія    | 11.9    | 8.400   |      | 20.300 |
| 8    | Зогра Агамірова    | Азербайджан | 10.9    | 8.050   |      | 18.950 |

#### Стрічки
| Ранг | Гімнастка            | Нація    | D Score | E Score | Pen. | Всього |
| ---- | -------------------- | -------- | ------- | ------- | ---- | ------ |
| 1    | Діна Аверіна         | Росія    | 11.3    | 9.100   |      | 20.400 |
| 2    | Олександра Солдатова | Росія    | 11.1    | 9.200   |      | 20.300 |
| 3    | Боряна Калейн        | Болгарія | 11,0    | 8,750   |      | 19.750 |
| 4    | Анастасія Салос      | Білорусь | 11,0    | 8.500   |      | 19.500 |
| 5    | Ніколь Зелікман      | Ізраїль  | 10.7    | 8.600   |      | 19.300 |
| 6    | Катерина Галкіна     | Білорусь | 9.9     | 8,550   |      | 18.450 |
| 7    | Мілена Балдассаррі   | Італія   | 10,0    | 7.950   |      | 17.950 |
| 8    | Катрін Тасєва        | Болгарія | 9.9     | 7.850   |      | 17.750 |

## Медальний залік
| Поз. | Країна   | Золото | Срібло | Бронза | Всього |
| ---- | -------- | ------ | ------ | ------ | ------ |
| 1    | Росія    | 8      | 3      | 0      | 10     |
| 2    | Білорусь | 0      | 3      | 2      | 4      |
| 3    | Ізраїль  | 0      | 1      | 1      | 2      |
| 3    | Україна  | 0      | 1      | 1      | 2      |
| 5    | Болгарія | 0      | 0      | 3      | 3      |
| 6    | Італія   | 0      | 0      | 1      | 1      |